# Rudolf Jussel
Rudolf Jussel (* 10. April 1959 in Schlins) ist ein österreichischer Politiker (FPÖ) und Raumausstatter. Jussel war von 2009 bis 2014 Abgeordneter zum Vorarlberger Landtag.

## Ausbildung und Beruf
Rudolf Jussel wurde am 10. April 1959 in der Vorarlberger Walgaugemeinde Schlins als Sohn von Ernst und Gertrud Jussel geboren und wuchs dort auch auf. In Schlins besuchte er die Volksschule, in der Nachbargemeinde Nenzing die Hauptschule. Schließlich absolvierte Jussel in den Jahren 1974 bis 1977 im elterlichen Betrieb eine Raumausstatter-Lehre, die er 1977 mit der Gesellenprüfung abschloss. Von 1977 bis 1984 war Rudolf Jussel dann als Geselle im elterlichen Raumausstatterunternehmen tätig, ehe er im Jahr 1984 mit dem Ablegen der Meisterprüfung ein eigenes Unternehmen als selbständiger Raumausstatter eröffnete.

## Politischer Werdegang
Im Jahr 1996 wurde Rudolf Jussel Parteimitglied der Freiheitlichen Partei Österreichs. 2005 übernahm er erstmals ein politisches Amt, als er bei der Gemeindevertretungswahl für die FPÖ in Schlins kandidierte und zum Ersatzmitglied der Gemeindevertretung gewählt wurde. Bereits bei der darauffolgenden Gemeindevertretungswahl im Jahr 2010 wurde Jussel zum Mitglied der Schlinser Gemeindevertretung gewählt. Seit 2015 ist er darüber hinaus als Gemeinderat auch Mitglied des Gemeindevorstands der Gemeinde Schlins. Innerparteilich ist er außerdem seit November 2009 Ortsparteiobmann der FPÖ Schlins.
Bei der Landtagswahl in Vorarlberg 2009 kandidierte Rudolf Jussel auf der Liste der Vorarlberger Freiheitlichen im Wahlbezirk Feldkirch erstmals für den Vorarlberger Landtag. Jussel konnte ein Mandat im Wahlbezirk Feldkirch erreichen und wurde daraufhin am 14. Oktober 2009 als Abgeordneter im Vorarlberger Landtag angelobt. Für die FPÖ-Landtagsfraktion war Rudolf Jussel im Landtag der 29. Legislaturperiode Bereichssprecher für Wohnbau, Umwelt, Forstwirtschaft, Wasser und Katastrophenschutz. Er war Mitglied im Energiepolitischen und im Landwirtschaftlichen Ausschuss sowie im Umweltausschuss des Landtags.
Nach der Landtagswahl in Vorarlberg 2014 schied Jussel wieder aus dem Landtag aus.

## Privatleben
Jussel ist beruflich als selbständiger Raumausstatter tätig. Er ist seit 1988 verheiratet, Vater zweier Kinder und lebt in Schlins. 